# Psalmisten
Psalmisten var Svenska Baptistsamfundets första sångbok som utgavs från 1880 och som omarbetades sista gången 1928. Sångboken ersattes sedermera med sångboken Psalm och Sång som var gemensam med Örebromissionen.
Till denna sångbok gavs i november 1909 ut en första upplaga av Lilla Psalmisten. Sånger för söndagsskolan och hemmet med 255 andliga sånger för barn.
Tredje utgåvan av melodisångboken (med noter) 1922 finns publicerad som på Projekt Runeberg och innehåller 620 Sånger till enskildt och offentligt begagnande, arrangerade för sopran, alt, tenor och bas och slutredigerade av Albert Lindström.
I USA gavs  1903 Nya Psalmisten ut av baptisterna i Minnesota, Minneapolis, Illinois och Chicago med i huvudsak 675 svenskspråkiga psalmer ur Fridsbasunen som dess redaktör och upphovsman E. Wingren överlät åt dem att förfoga över.
- 1903 – Nya Psalmisten
- 1909 – Lilla Psalmisten

### Fotnoter
1. ↑  Thor-Leif Strindberg. ”Kristendomens historia”. Allt om Bibeln. http://www.alltombibeln.se/kristendomenshistoria/svenkyrk.htm. Läst 16 oktober 2017.